# Ildefonso Albano
Ildefonso de Abreu Albano (Fortaleza, 12 de fevereiro de 1885 — Rio de Janeiro, 22 de dezembro de 1957) foi comerciante e político brasileiro.

## Biografia
Foi prefeito de Fortaleza, de 18 de julho de 1912 a 12 de julho de 1914 e de 2 de janeiro de 1921 a 12 de junho de 1923.
Irmão de José Albano, e neto do Barão de Aratanha.
Foi governador do Ceará, de 12 de julho de 1923 a 12 de julho de 1924.
Era casado Alfa Rabelo (1892-1941), filha do general Franco Rabelo, com quem teve quatro filhos.
Quando prefeito, foi responsável pela reforma urbanística de importantes áreas da cidade como a arborização da Avenida Alberto Nepomuceno, reforma e construção dos jardins da Praça General Tibúrcio e reforma do Parque da Independência (atual Parque das Crianças).